# In the Bay
In the Bay – poemat angielskiego poety Algernona Charlesa Swinburne’a, opublikowany w tomiku Poems and Ballads. Second Series, wydanym w Londynie w 1878 roku przez spółkę wydawniczą Chatto & Windus i wznowionym w Nowym Yorku w 1885. Utwór składa się z czterdziestu numerowanych strof sześciowersowych, rymowanych i aliterowanych.
Above the soft sweep of the breathless bay
Southwestward, far past flight of night and day,
Lower than the sunken sunset sinks, and higher
Than dawn can freak the front of heaven with fire,
My thought with eyes and wings made wide makes way
To find the place of souls that I desire.
W strofie XXVI poeta przywołuje postać romantyka Percy’ego Bysshe Shelleya.